# Alternata
Alternata (z łac. alter - inny; daw. kolejna zmiana, odmiana, na przemian, w zmiennej kolejności, w zmiennym następstwie) – sposób rozwiązywania sporów prestiżowych pomiędzy poszczególnymi prowincjami Korony lub pomiędzy Koroną i Wielkim Księstwem Litewskim. Alternata mogła dotyczyć poszczególnych urzędów lub całych instytucji, na przykład sejmu.
W przypadku alternaty sejmowej istniały dwie zasady: miejsca obrad i osoby marszałka. Według zasad alternaty miejsca obrad, obowiązującej od 1673, co trzeci sejm musiał odbywać się w Grodnie na Litwie (z wyłączeniem konwokacyjnych, elekcyjnych i koronacyjnych). Natomiast alternata dotycząca osoby marszałka mówiła, że ma on być wybierany naprzemiennie z trzech głównych prowincji Rzeczypospolitej: Małopolski (do której wówczas wliczano Ruś Czerwoną, a od 1569 także Kijowszczyznę), Wielkopolski (do której zaliczano Mazowsze i Prusy Królewskie) oraz Litwy.
Alternata mogła dotyczyć także pierwszeństwa pomiędzy senatorami. Pod koniec XV wieku wojewodzie poznańskiemu przyznano alternatywnie drugie miejsce wśród senatorów świeckich z wojewodą krakowskim. Po unii lubelskiej w 1569 biskup wileński otrzymał alternatę z biskupem poznańskim, a biskup łucki z biskupem warmińskim.
Urzędy w Inflantach obsadzane były kolejno przez przedstawicieli Korony, Litwy i Inflant, podatki stamtąd wnoszono co roku na przemian do skarbu koronnego i litewskiego.
Zawarta w 1658 ugoda hadziacka przewidywała alternatę religijną, w województwach bracławskim i czernihowskim urzędy senatorskie miały być przyznawane na przemian szlachcie prawosławnej i katolickiej, zaszczyty senatorskie na przemian conferowane być mają: tak iż po ustąpieniu senatora obrządku greckiego ma następować senator obrządku rzymskiego.